# Testador de cabos

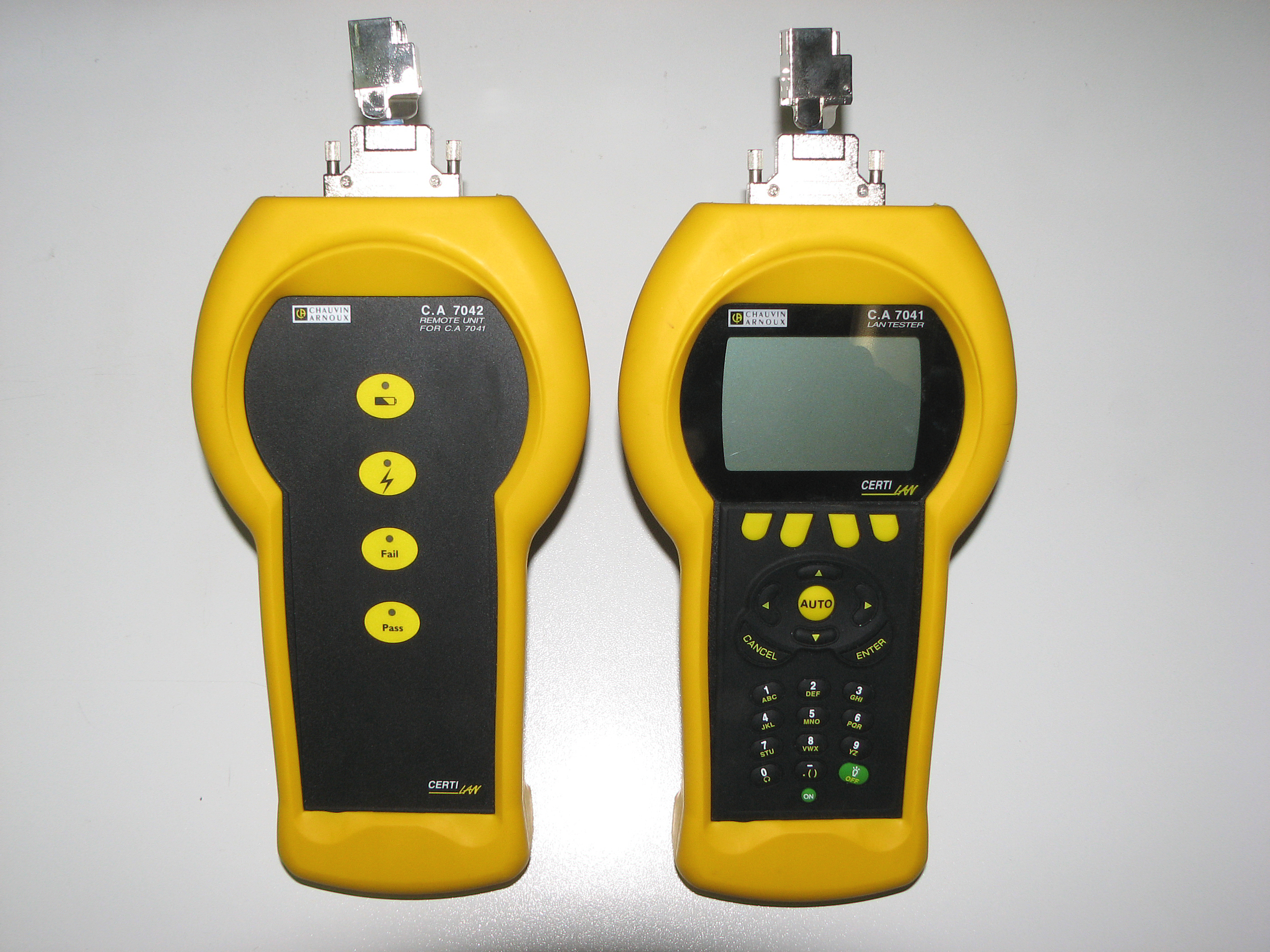

Testador de cabos é uma ferramenta de medição, que visa garantir especificações técnicas e desempenho de uma rede de computadores e verificar o estado dos cabos utilizados, podendo ser apenas medidas de continuidade de fios ou o estado da borracha dos pneus, indicado por LEDs composta por base e receptor.
Para padrões corporativos usa-se um scanner que mede comprimento do cabo, pinagem, interferência externa, interferência entre pares, impedância, capacitância e tempo de propagação do sinal. 
Para cabos de fibra óptica usa-se o Power Meter e o OTDR.